# Renato Vugrinec
Renato Vugrinec (* 9. Juni 1975 in Videm pri Ptuju) ist ein ehemaliger nordmazedonischer Handballnationalspieler, der zuvor für die slowenische Nationalmannschaft spielte. Er wurde überwiegend im rechten Rückraum eingesetzt. 

## Karriere
Renato Vugrinec begann mit dem Handballspiel bei MRK Drava Ptuj in seiner Heimatgemeinde. Dort  bestritt er auch seine ersten Ligaspiele. 1997 schloss er sich dem slowenischen Serienmeister RK Celje an, mit dem er 1997/98, 1998/99, 1999/2000, 2000/01, 2001/02, 2002/03, 2003/04 und 2004/05 die slowenische Meisterschaft, 1997/98, 1998/99, 1999/2000, 2000/01 und 2003/04 den slowenischen Pokal und als Höhepunkt 2003/04 die EHF Champions League sowie die Vereins-EM gewann. Beim anschließenden Ausverkauf des Celjer Erfolgsteams war auch Vugrinec beteiligt, er ging in die deutsche Handball-Bundesliga zum SC Magdeburg.
Bei den Elbstädtern blieb er aber weitestgehend erfolglos, sodass er nach zwei Jahren zu SDC San Antonio in die spanische Liga ASOBAL weiterzog. 2009 kehrte er zum RK Celje zurück. Ein Jahr später verließ er den finanziell angeschlagenen Verein in Richtung Katar, wo er bis 2011 bei al-Sadd Sports Club spielte. Kurz nach Beginn der Saison 2011/12 wurde er vom HSV Hamburg bis zum Saisonende verpflichtet. Anschließend unterschrieb Vugrinec einen Vertrag beim slowenischen Erstligisten RK Maribor Branik. Nach nur wenigen Spielen wechselte er Ende September 2012 zum mazedonischen Erstligisten RK Metalurg Skopje. Mit Metalurg gewann er 2013 den mazedonischen Pokal sowie 2014 die Meisterschaft. Nach Stationen in Katar und Israel beendete er seine Karriere 2017.
Renato Vugrinec hat 187 Länderspiele für die slowenische Nationalmannschaft bestritten. Mit Slowenien zog er bei der Handball-Europameisterschaft 2004 im eigenen Land ins Finale ein, unterlag dort aber dem deutschen Team. Bei der Handball-Weltmeisterschaft der Männer 2007 in Deutschland fehlte Vugrinec aufgrund einer Verletzung. Er nahm an den Olympischen Spielen 2000 und 2004 teil.
Seit Anfang 2014 besitzt Vugrinec auch die nordmazedonische Staatsbürgerschaft und durfte damit für die Mazedonische Nationalmannschaft auflaufen, da er die von der IHF geforderte Dreijahres-Frist ohne Länderspieleinsatz eingehalten hat. In der Qualifikation zur Handball-Europameisterschaft 2016 gab er am 7. Juni 2014 sein Pflichtspieldebüt für Mazedonien beim 27:25-Erfolg über Griechenland in Athen. Nach der Weltmeisterschaft 2015 trat er aus der Nationalmannschaft zurück.

## Leben
Privat ist Vugrinec verheiratet und hat drei Kinder.